# Dysmetri
Dysmetri er en manglende evne til at koordinere en kompleks motorisk aktivitet der involverer flere muskelgrupper. Det kan testes ved at patienten bedes om at skifte mellem at placere en finger på næsen og herefter på lægens finger. Hvis patienten rammer ved siden af er testen positiv.
Dysmetri er et aspekt af ataksi.